# LAN Chile
LAN Chile är Chiles statliga flygbolag grundat 1929. LAN Chile flyger till 59 destinationer med 66 flygplan. LAN Chile har flugit med Airbus A340, Boeing 707, Boeing 727. Numera använder flygbolaget flygplan av typerna Airbus A320, Airbus A350 och Boeing 787 samt Boeing 777F. LAN Chile är medlem i Oneworld sedan 1999.